# Ischnura fountainei
Ischnura fountainei là một loài chuồn chuồn kim trong họ Coenagrionidae.
Ischnura fountainei được Morton miêu tả khoa học năm 1905.